# Atrophaneura alcinous
Espèce
Synonymes
- Papilio alcinous
- Byasa alcinous

Atrophaneura alcinous ou Moulin à vent chinois est une espèce de lépidoptères de la famille des Papilionidae.

## Liste des sous-espèces
- A. a. alcinous
- A. a. bradanus
- A. a. loochooana
- A. a. mansonensis
- A. a. miyakoensis
- A. a. yakushimana

## Galerie d'images

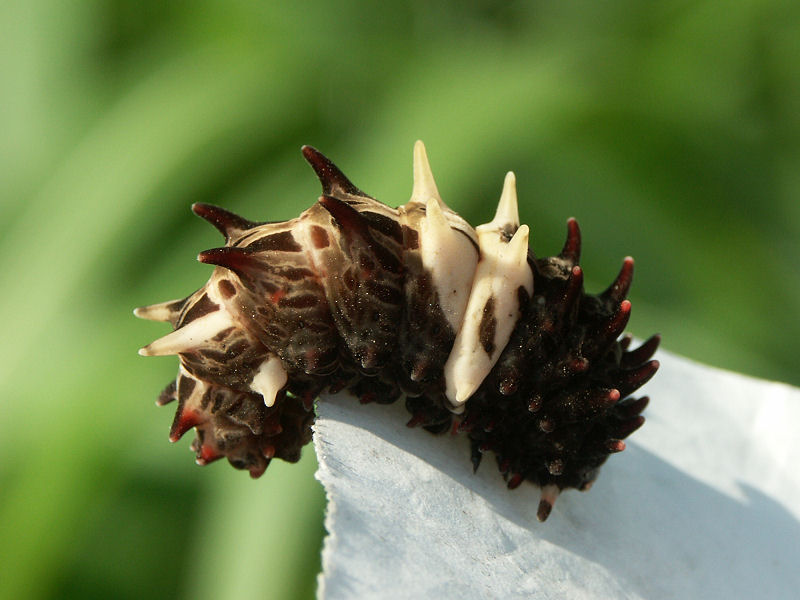
Chenille
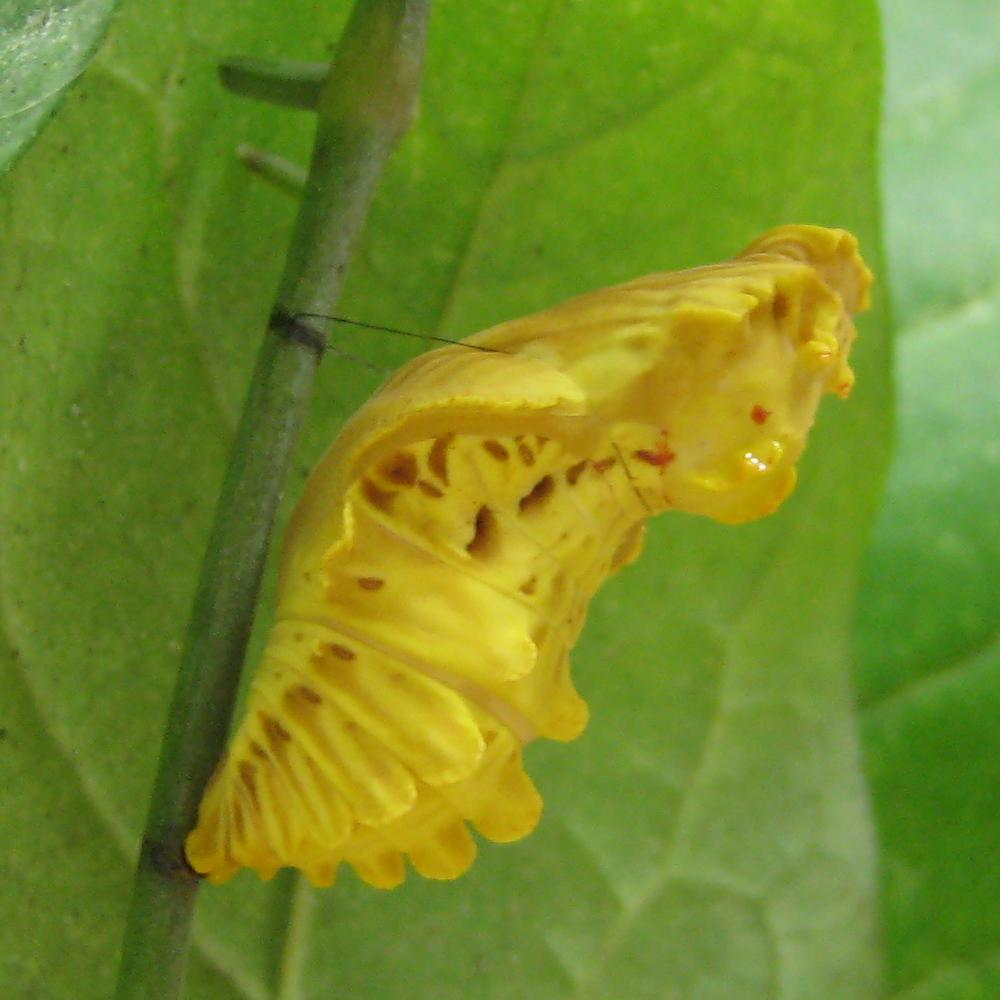
Chrysalide
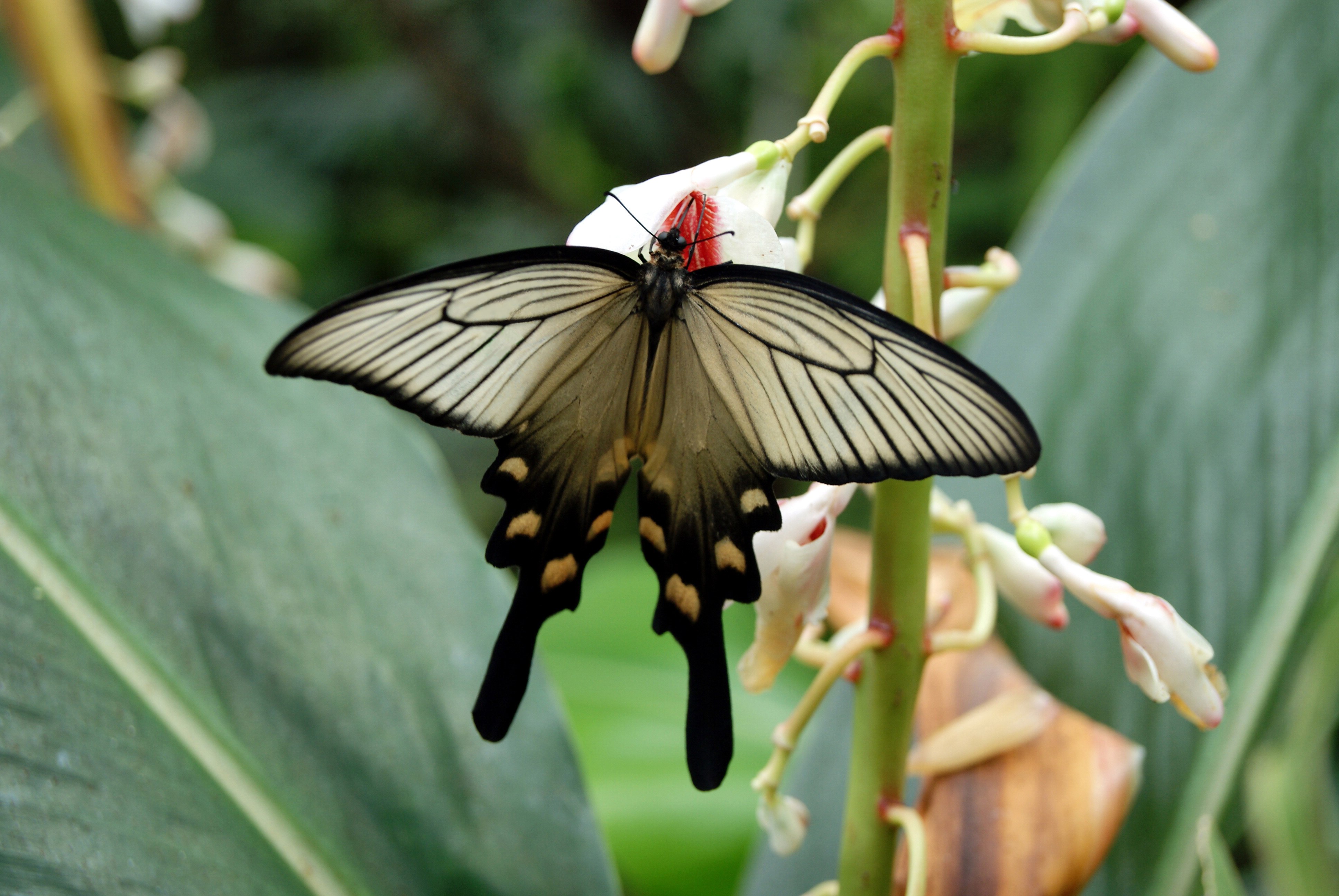
Imago